# 滨湖托尔格洛
滨湖托尔格洛（德語：Torgelow am See）是德国梅克伦堡-前波美拉尼亚州的市镇，隶属于梅克伦堡湖区县。总面积为14.3平方千米，截至2023年12月31日总人口为442人。